# Каафу (атолл)
Атолл Каафу (мальд. މާލެ އަތޮޅު) — административная единица Мальдивских островов. Она состоит из острова Каашиду, атолла Гаафару, а также атолла Мале, который, в свою очередь, состоит из атоллов Северный и Южный Мале.
Столица Мальдивских островов — Мале — географически находится на атолле Северный Мале, однако административно не является частью Каафу.

## Административное деление
Хаа Алифу, Хаа Даалу, Шавийани, Ноону, Раа, Баа, Каафу, и т. д. являются буквенными обозначениями, присвоенными современным административным единицам Мальдивских островов. Они не являются собственными названиями атоллов, которые входят в состав этих административных единиц. Некоторые атоллы разделены между двумя административными единицами, в другие административные единицы входят два или более атоллов. Порядок буквенных обозначений идет с севера на юг по буквам алфавита тана, который используется в языке дивехи. Эти обозначения неточны с географической и культурной точки зрения, однако популярны среди туристов и иностранцев, прибывающих на Мальдивы. Они находят их более простыми и запоминающимися по сравнению с настоящими названиями атоллов на языке дивехи (кроме пары исключений, как, например, атолл Ари.

## Обитаемые острова
Обитаемые острова имеют постоянное местное население.
Диффуши, Гаафару, Гули, Гуреду, Химмафуши, Хураа, Каашиду, Маафуши, Тилафуши, Тулусду.

## Необитаемые острова
Некоторые острова, хотя и являются необитаемыми (на них нет постоянного местного населения), используются в коммерческих целях.
- Барос — остров был обитаемым, но был покинут по неизвестным причинам во время правления султана Хасана Нуреддина I. Сейчас здесь находится отель-резорт Baros Island Resort[2].
- Бодухити — 5-звёздочный отель-резорт Coco Palm resort[3].
- Дуниду — на острове находится тюрьма[4].
- Фаруколуфуши — до цунами 26 декабря 2004 года здесь находился отель Club Med. В конце 2005 года здесь открылся другой отель-резорт Club Faru[5].
- Ихуру — здесь находится 4-звёздочный отель-резорт Angsana Resort and Spa Maldives
- Канифинолу — на острове находится отель-резорт Club Med village (Club Med Kani[6]).
- Ланканфинолу — с 1979 года здесь находится отель-резорт Paradise Island Resort[7].
- Дигуфинолу — с сентября 2006 года здесь находится 5-звёздочный отель-резорт Anantara Dhigu Resort and Spa[8].
- Велассару — на острове находится отель-резорт Velassaru Maldives[9]